# 今天 (華視電視節目)
《今天》是1970年代至1980年代中華電視台晨間社教節目，播出期間1972年12月4日至1988年5月19日，是台灣電視史上第一個專門為家庭主婦製作的節目。
1972年12月4日，《今天》播出第一集，製作單位長樂傳播，製作人周志敏，主持人斐斐，播出時間每週一至週六8點15分至9點整；專欄作家薇薇夫人則主持每集十分鐘的單元〈薇薇夫人時間〉，類似電視方塊。《今天》播出三個月後，由於反應不錯，華視收回內製，製作人改為鄭淑敏，主持人改為薇薇夫人。1978年，鄭淑敏遠赴美國，薇薇夫人兼任《今天》製作人，《今天》播出時間改為每週一至週三8點10分至9點整。
《今天》的原始構想是為不上班的家庭主婦提供一個再學習的機會，在照顧家庭之餘透過螢光幕進修，擴展見聞與知識，「除了懂得炒牛肉或紅燒牛肉之外，也能瞭解一點進口牛肉與國家經濟發展的關係；除了懂得時裝流行的款式以外，也能知道一點紡織貿易和外匯的關係；除了懂得照顧家人的衣食之外，也能知道一點醫學、心理學的新知……」。主題曲為詹森雄指揮華視大樂隊伴奏。
《今天》曾經在1982年、1985年、1988年三次獲得電視金鐘獎社會建設服務獎。1973年7月，華視設立「今天別刊社」發行《今天別刊》，每月發行一期，內容是《今天》的節目內容。《今天別刊》只開放訂閱、不零售，薇薇夫人兼任今天別刊社主編。今天別刊社亦配合《今天》節目內容，發行《今天別刊叢書》。